# Ojos Negros
Ojos Negros est une commune d’Espagne, dans la Comarque du Jiloca, province de Teruel, communauté autonome d'Aragon.

## Histoire

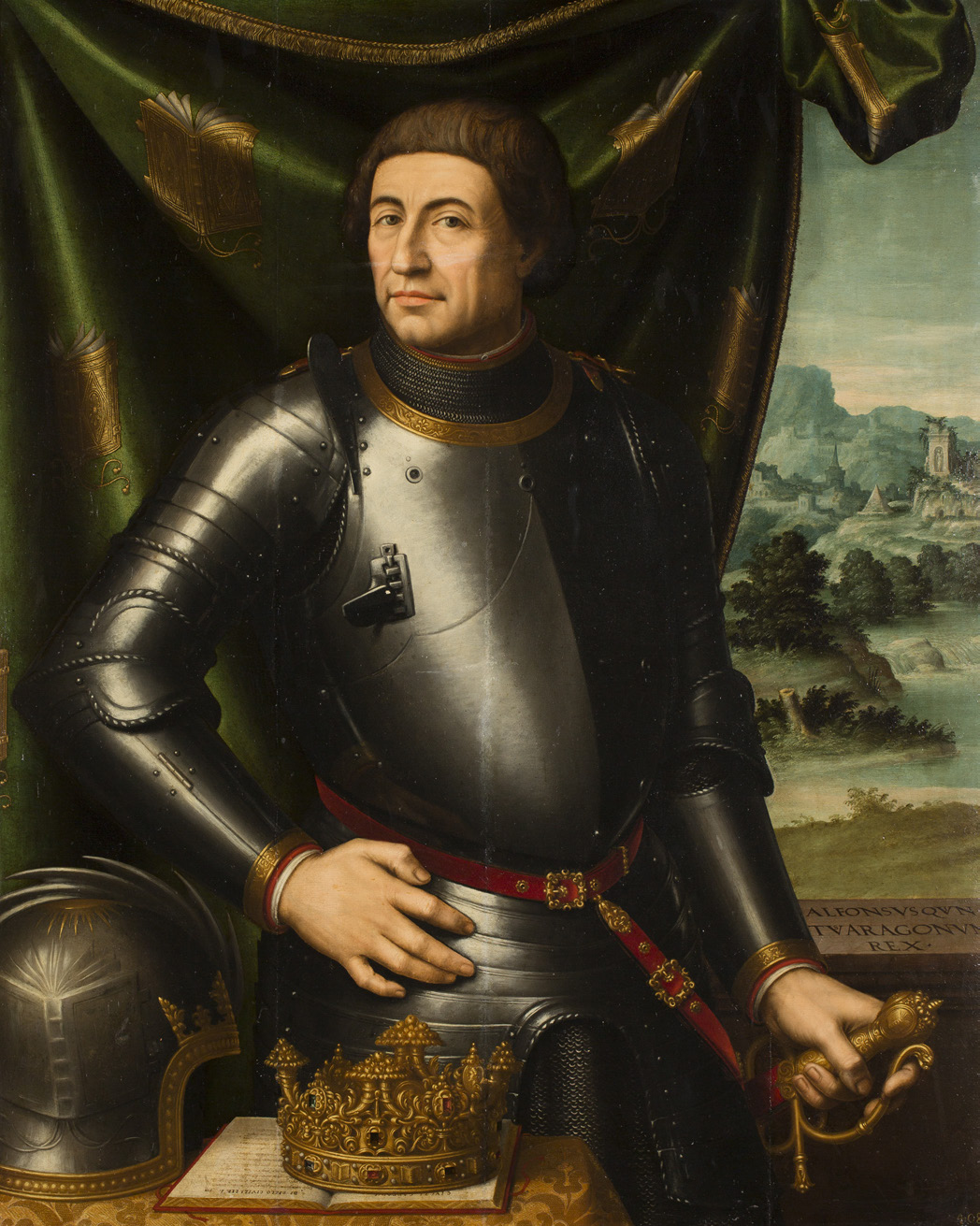
Alphonse V d'Aragon, qui arrangea le mariage de sa sœur à Ojos Negros en 1428.